# Marienberg (Saxônia)
Marienberg é uma cidade da Alemanha localizada no distrito de Erzgebirgskreis, região administrativa de Chemnitz, estado da Saxônia.
Pertence ao Verwaltungsgemeinschaft de Marienberg.